# Card Complete
Die card complete Service Bank AG, vormals VISA SERVICE Kreditkarten AG, ist ein österreichischer Karten-Komplettanbieter für bargeldlosen Zahlungsverkehr.

## Geschichte
1985 wurde die VISA SERVICE Kreditkarten AG als Tochter der Zentralsparkasse und Kommerzialbank AG Wien sowie der Genossenschaftliche Zentralbank AG gegründet. Ursprünglich wurden nur VISA Karten ausgegeben. 2007 erfolgte die Umfirmierung in card complete Service Bank AG, seit 2008 werden auch MasterCards ausgegeben.

## Aktivitäten
card complete ist mit mehr als 1,2 Mio. Karteninhabern neben Konkurrent PayLife eine von zwei großen Kreditkarten ausgebende Gesellschaften in Österreich (Issuer). Neben VISA Karten werden auch MasterCards ausgegeben und JCB sowie UnionPay akzeptiert. Als Acquirer vereinbart card complete mit Händlern Akzeptanzverträge und rechnet Kartenzahlungen ab.

## Eigentümerstruktur und Organisatorisches
Die card complete Service Bank AG befindet sich im Eigentum österreichischer Banken. Die Anteile sind folgendermaßen verteilt:
- Bank Austria (50,1 %)
- Privatstiftung zur Verwaltung von Vermögensanteilen (AVZ-Stiftung) (24,9 %)
- Raiffeisenbank International (vormals Raiffeisen Zentralbank) (25 %)

Der Vorstand besteht aus Robert Wieselmayer (Vorstandsvorsitzender), Petra Schmidt sowie Robert Fritz.
Der Firmensitz befindet sich in der Lassallestraße 3 im zweiten Gemeindebezirk der Stadt Wien.
Mit den Beschlüssen auf der außerordentlichen Hauptversammlung Anfang Oktober 2024 wurde fixiert, das Unternehmen zu zerschlagen. Die beiden größten Aktionäre, die UniCredit Bank Austria (50,1 Prozent) und die Raiffeisen Bank International (25 Prozent) verleiben sich rund die Hälfte des Kreditkarten-Portfolios der Card Complete Service Bank AG ein und wollen dieses Geschäft künftig selbst betreiben. Der Rest des Unternehmens soll an die britische DNA Payments Group gehen.

## Marktstellung
Card Complete hat im Jahr 2012 103 Millionen Transaktionen mit Umsätzen von 9,8 Mrd. Euro abgewickelt und rund 1,25 Mio. Karteninhaber. Der Konkurrent PayLife hat im Jahr 2012 insgesamt 394 Millionen Transaktionen mit Umsätzen von 19,95 Mrd. Euro abgewickelt und rund 1,4 Mio. Karten ausgegeben.
Im Jahr 2007 hatte die Europäische Kommission angeraten den Kreditkartenmarkt in Österreich zu entflechten. Die Wettbewerbshüter hatten es für rechtswidrig erachtet, dass in Österreich mit PayLife (damals noch Europay Austria) und card complete (damals noch VISA SERVICE Kreditkarten AG) zwei große Kartengesellschaften im Besitz von Banken stehen. Im September 2013 wurde der Verkauf von Paylife an die Schweizer SIX Group bekanntgegeben.